# Martial Gayant
Martial Gayant (Chauny, 16 november 1962) is een voormalig Frans wielrenner. Tegenwoordig is hij ploegleider.

## Belangrijkste overwinningen
1981
- GP des Nations, amateurs

1984
- 10e etappe Giro d'Italia

1985
- Parijs-Camembert

1986
- GP Ouest France-Plouay
- Frans kampioen velrijden, profs

1987
- 4e etappe Vierdaagse van Duinkerke
- 11e etappe Tour de France

1989
- GP Fourmies

1990
- 8e etappe Tour de l'Avenir
- Ronde van de Limousin

## Resultaten in voornaamste wedstrijden
| Jaar | Ronde van Italië | Ronde van Frankrijk | Ronde van Spanje |
| ---- | ---------------- | ------------------- | ---------------- |
| 1983 |                  |                     | 25e              |
| 1984 | 15e (1)          |                     |                  |
| 1985 |                  | buiten tijd         |                  |
| 1986 |                  |                     |                  |
| 1987 |                  | 34e (1)             |                  |
| 1988 |                  | 71e                 |                  |
| 1989 |                  | 32e                 |                  |
| 1990 |                  |                     |                  |
| 1991 |                  | opgave              |                  |
| 1992 |                  |                     |                  |

| Jaar | Milaan-San Remo | Gent-Wevelgem | Ronde van Vlaanderen | Parijs-Roubaix | Amstel Gold Race | Luik-Bast.‑Luik | Ronde van Lombardije | Bretagne Classic | Waalse Pijl | Rund um den Henninger-Turm |  | WK op de weg |  | Wereldranglijsten |
| ---- | --------------- | ------------- | -------------------- | -------------- | ---------------- | --------------- | -------------------- | ---------------- | ----------- | -------------------------- |  | ------------ |  | ----------------- |
| 1983 |                 |               |                      | 32e            |                  |                 | 41e                  |                  |             |                            |  |              |  |                   |
| 1984 |                 | 78e           |                      |                |                  | 25e             |                      |                  |             |                            |  |              |  |                   |
| 1985 |                 |               |                      |                |                  |                 |                      |                  | 34e         |                            |  |              |  |                   |
| 1986 |                 |               |                      |                |                  |                 | 11e                  | Goud             |             |                            |  |              |  |                   |
| 1987 |                 | 15e           |                      | 10e            |                  |                 |                      |                  | 8e          |                            |  | 15e          |  | 25e (SPP)         |
| 1988 |                 |               |                      |                | 9e               |                 | 10e                  | 12e              |             |                            |  | ↑            |  | 20e (UWB)         |
| 1989 |                 |               |                      |                | 64e              |                 |                      | 9e               |             | Zilver                     |  |              |  |                   |
| 1990 |                 | 26e           | 35e                  | 4e             |                  |                 | 15e                  | Zilver           |             |                            |  | 18e          |  |                   |
| 1991 | 102e            |               | 21e                  | 28e            | 58e              | 46e             | ↑                    |                  |             |                            |  |              |  |                   |
| 1992 | 72e             |               |                      |                | 28e              |                 |                      |                  |             | 20e                        |  |              |  |                   |